# Piret Järvis

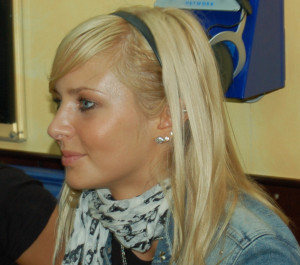
Piret Järvis (Juni 2006)

Piret Järvis (Tallinn (Estland), 6 februari 1984) is een Estse musicienne en een van de bandleden van de meidengroep Vanilla Ninja. Sinds de formatie van de band in 2003 behoort ze tot de groep en had in eerste instantie een wat minder prominente rol. Vanwege het vertrek van Maarja Kivi, een van de leidende vocalistes van de groep, treedt ze tegenwoordig meer op de voorgrond. Richting de media treedt Järvis regelmatig op als woordvoerster van de meidenband.
Piret studeerde media aan de Internationale Universiteit. Als eindwerk heeft ze ooit op school eerder met Katrin opgetreden. Ze was destijds gastvrouw in de TV show "The Crazy World" met DJ Alari Kivisaar en in 2003 presenteerde ze het programma "SuveFizz". Piret studeerde 5 jaar piano en zong 13 jaar in verschillende koren.
- MusicBrainz: 98fe3f83-3d37-4164-b982-9c947358bc6f
- Virtual International Authority File: 4380149544593700490008